# Денніс Робертсон
Денніс Робертсон (англ. Dennis Holme Robertson), 23 травня 1890, м. Лоустофт, Велика Британія — 21 квітня 1963, Кембридж, Велика Британія — британський економіст, який був прихильником Джона Менарда Кейнса, але пізніше жорстко критикував його роботи. Д. Робертсон був одним з тих науковців, що забезпечували розвиток економічної теорії у XX столітті, особливо у галузі теорії та політики грошово-кредитного циклу та бізнесу. Запровадив в науковий лексикон термін «пастка ліквідності».

## Біографія
Денніс Робертсон народився в Лоустофті (Велика Британія), в сім'ї священнослужителя та вчительки. У віці 12 років він вступив до Ітонського коледжу, а згодом, — для вивчення класичних предметів, — в Триніті-колледж Кембриджського університету. У Кембриджі він навчався у Кейнса, з яким мав тривалу і успішну співпрацю. Незважаючи на блискучі успіхи у вивченні класичних дисциплін, він переключився на економічну науку, отримав диплом першої категорії в 1912 році. У 1938—1944 рр. він викладав у Лондонському університеті. З 1944 по 1957 рр.— професор політичної економії у Кембриджі. Робертсон тісно співпрацював з Джоном Мейнардом Кейнсом у 1920-х та 1930-х роках. Співпраця припала на роки, коли Джон Кейнс розробляв основні ідей, які згодом були включені до його відомої «Загальна теорія зайнятості, відсотків і грошей» (англ. The General Theory of Employment, Interest and Money). Кейнс, оцінюючи свою співпрацю з Д. Робертсоном, відзначав, що йому було добре співпрацювати з фахівцем, який мав «абсолютно першокласний розум». Робертсон першим застосував термін «пастка ліквідності».

Денніс Робертсон помер від серцевого нападу в Кембриджі 21 квітня 1963 року.

## Праці
- Дослідження промислових коливань (англ. A Study of Industrial Fluctuations), 1915
- «Економічний стимул» (англ. Economic Incentive) , 1921
- Гроші (англ. Money),  1922
- Контроль промисловості (англ. The Control of Industry), 1923
- «Ті порожні коробки» (англ. Those Empty Boxes), 1924
- Банківська політика та рівень цін (англ. Banking Policy and the Price Level), 1926
- «Збільшення прибутку і представник фірми» (англ. Increasing Returns and the Representative Firm), 1930
- Економічні фрагменти (англ. Economic Fragments), 1931
- «Як ми хочемо, щоб золото поводилося?» (англ. How Do We Want Gold to Behave), 1932
- «Збереження та накопичення» (англ. Saving and Hoarding), 1933
- «Деякі примітки до "Загальної теорії зайнятості" містера Кейнса“» (англ. Some Notes on Mr Keynes's „General Theory of Employment“), 1936
- «Альтернативні теорії процентної ставки» (англ. Alternative Theories of the Rate of Interest) , 1937
- «Містер Кейнс та Фінанси: Примітка» (англ. Mr Keynes and Finance: A note), 1938
- «Містер Кейнс та процентна ставка» (англ. Mr. Keynes and the Rate of Interest), 1940
- Нариси валютної теорії (англ. Essays in Monetary Theory), 1940
- «Заробітна плата» (англ. Wage Grumbles) , 1949
- Корисність і все таке (англ. Utility and All That), 1952
- Британія у світовій економіці (англ. Britain in the World Economy), 1954
- Економічні коментарі (англ. Economic Commentaries), 1956
- Лекції з економічних засад" (англ. Lectures on Economic Principles'), 1957–9
- Зростання, заробітна плата, гроші (англ. Growth, Wages, Money), 1961.
- Нариси грошей та інтересів (англ. Essays in Money and Interest) , 1966

## Анотації до праць
Перша книга Денніса Робертсона, «Вивчення промислових коливань» (англ. A Study of Industrial Fluctuations, 1915), підкреслювала реальні, а не грошові сили, особливо взаємодію винаходів та інвестицій, у торговому циклі. Однак у книзі «Гроші» (англ. Money, 1922) він звернув свою увагу на грошові сили. Як і Джон Мейнард Кейнс, він стверджував, що урядова політика повинна намагатися стабілізувати рівень цін і що банківські депозити мають першорядне значення для грошової маси. У наступній роботі Робертсон розробив динамічну теорію заощаджень та інвестицій, яка була, можливо, більш складною, ніж та, яку пізніше розробив Кейнс; це було однією з ключових рис його критики щодо Загальної теорії зайнятості, відсотків і грошей Кейнса та головною причиною припинення його співпраці з Кейнсом. Книга «Політика банків і рівень цін» (англ. Banking Policy and the Price Level, 1926), з іншого боку, була занадто важкою і специфічною, щоб залучити читацькі маси — вона рясніла спеціалізованими термінами типу «автоматичного обмеження» і «індукованої нестачі»— і залишилася в значній мірі проігнорованою як тоді, так і тепер. Однак при ретроспективному погляді вона постає як одне з найважливіших досягнень економічної науки XX століття: дана книга виявилася чи не першою роботою, в якій була зроблена спроба точно визначити значення таких термінів, як заощадження та інвестиції, і дослідити зв'язок між ними, використовуючи метод порівняльного аналізу стадій і періодів. Певною мірою можна розглядати цю працю як ще одне першоджерело сучасної макроекономічної динамічної теорії, поряд з більш знаною «Загальною теорією» Джона Мейнарда Кейнса. Одна з його останніх публікацій «Зростання, заробітна плата, гроші» (англ. Growth, Wages, Money, 1961) була поверненням до теми його молодості — ділових циклів, переглянутої з урахуванням ключових моментів Кейнсіанської революції.